# 殷震

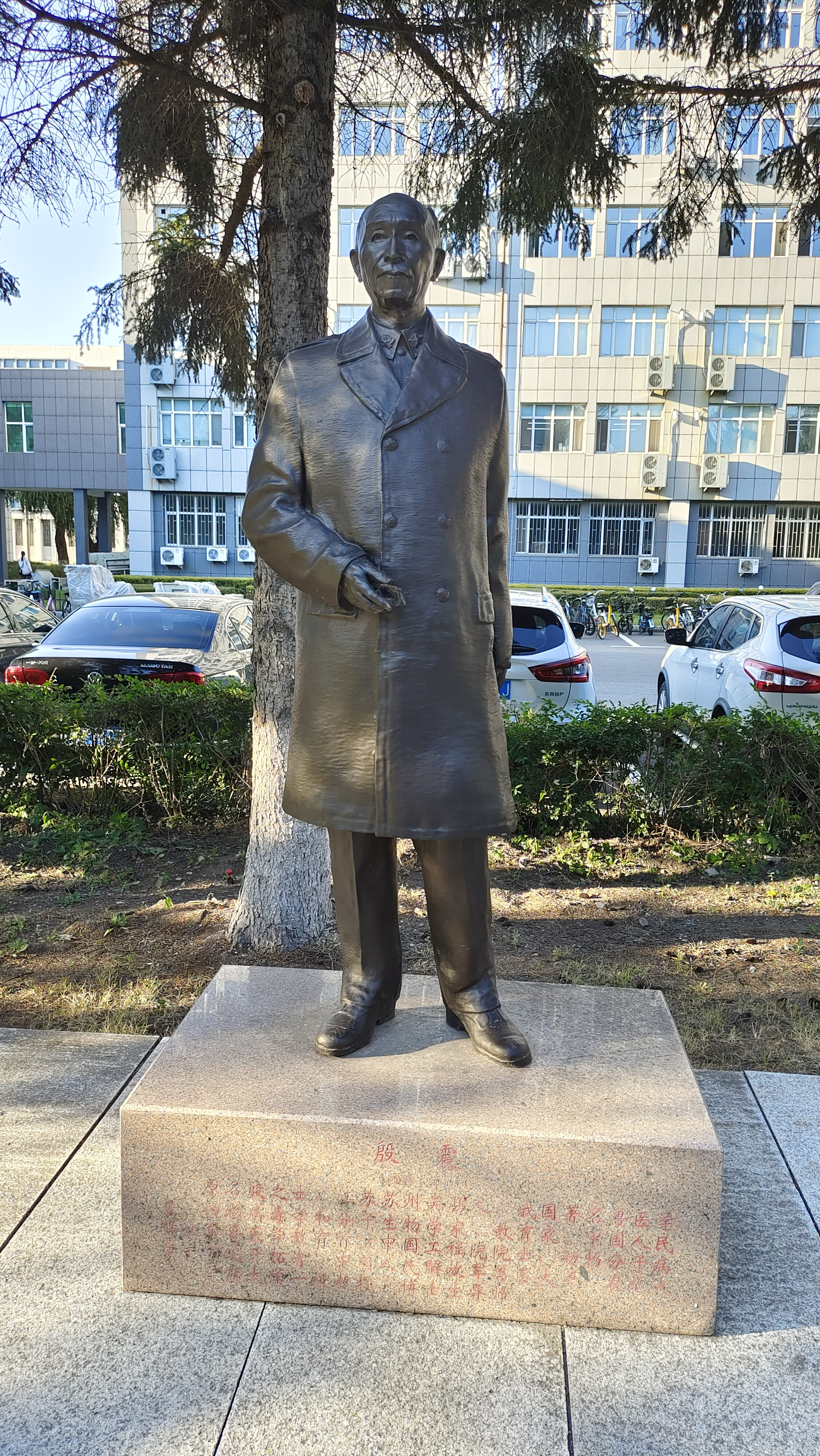
殷震塑像，位於吉林大學和平校區

殷震（1926年6月28日—2000年7月18日），原名之士，江苏吴县人，中国兽医专家、教育家，中国工程院院士。从事兽医微生物学和动物病毒学的教学和研究工作。

## 生平
1949年5月，毕业于南通農學院畜牧獸醫系。
1953年2月，任中国人民解放军兽医大学教授。

## 荣誉
1995年，当选为中国工程院院士。